# A Place Where There's No More Pain
A Place Where There's No More Pain è un album del gruppo statunitense Life of Agony, pubblicato nel 2017 dalla Napalm Records.

## Tracce
1. Meet My Maker – 3:51
2. Right This Wrong – 5:02
3. A Place Where There's No More Pain – 2:45
4. Dead Speak Kindly – 4:51
5. A New Low – 3:58
6. World Gone Mad – 3:07
7. Bag Of Bones – 5:06
8. Walking Catastrophe – 3:30
9. Song For The Abused – 4:45
10. Little Spots Of You – 3:37